# Philippe De Kepper
Philippus Antonius Maria (Philippe) De Kepper (Hamme, 7 november 1821 – aldaar, 24 november 1897) was een Belgisch notaris en politicus voor de Katholieke Partij.

## Levensloop
De Kepper was een zoon van notaris Jean-Baptiste De Kepper en van Marie Van Malcote. Hij trouwde met Eulalie Van der Donckt, dochter van burgemeester van Kruishoutem Théodore Van der Donckt. Na rechtenstudies aan de Rijksuniversiteit Gent, werd hij notaris in Hamme van 1856 tot aan zijn dood. 
Hij werd provincieraadslid (1848-1875) en gemeenteraadslid (vanaf 1861), schepen (1861-1895) en burgemeester (1896-1897) van Hamme.  Hij werd verkozen tot katholiek volksvertegenwoordiger voor het arrondissement Dendermonde en oefende dit mandaat uit van 1875 tot aan zijn dood.